# Escarfea
Escarfea o Escarfa (grec antic: Σκάρφεια o Σκάρφη) era una ciutat dels locris epicnemidis esmentada ja per Homer al Catàleg de les naus. Segons Estrabó es trobava a 10 estadis del mar. Era al camí entre Elatea i les Termòpiles passant per Trònion. Correspon a un lloc entre els llogarets moderns d'Andera i Molo. Va ser destruïda per un tsunami després d'un terratrèmol, segons Estrabó però devia ser reconstruïda perquè la mencionen autors posteriors fins a un període tardà, com ara Plini el Vell, Claudi Ptolemeu i al segle VI el geògraf Hièrocles.